# Marius Bear
Marius Bear (bürgerlich Marius Hügli) (* 21. April 1993) ist ein Schweizer Singer-Songwriter. Er vertrat die Schweiz beim Eurovision Song Contest 2022.

## Biografie

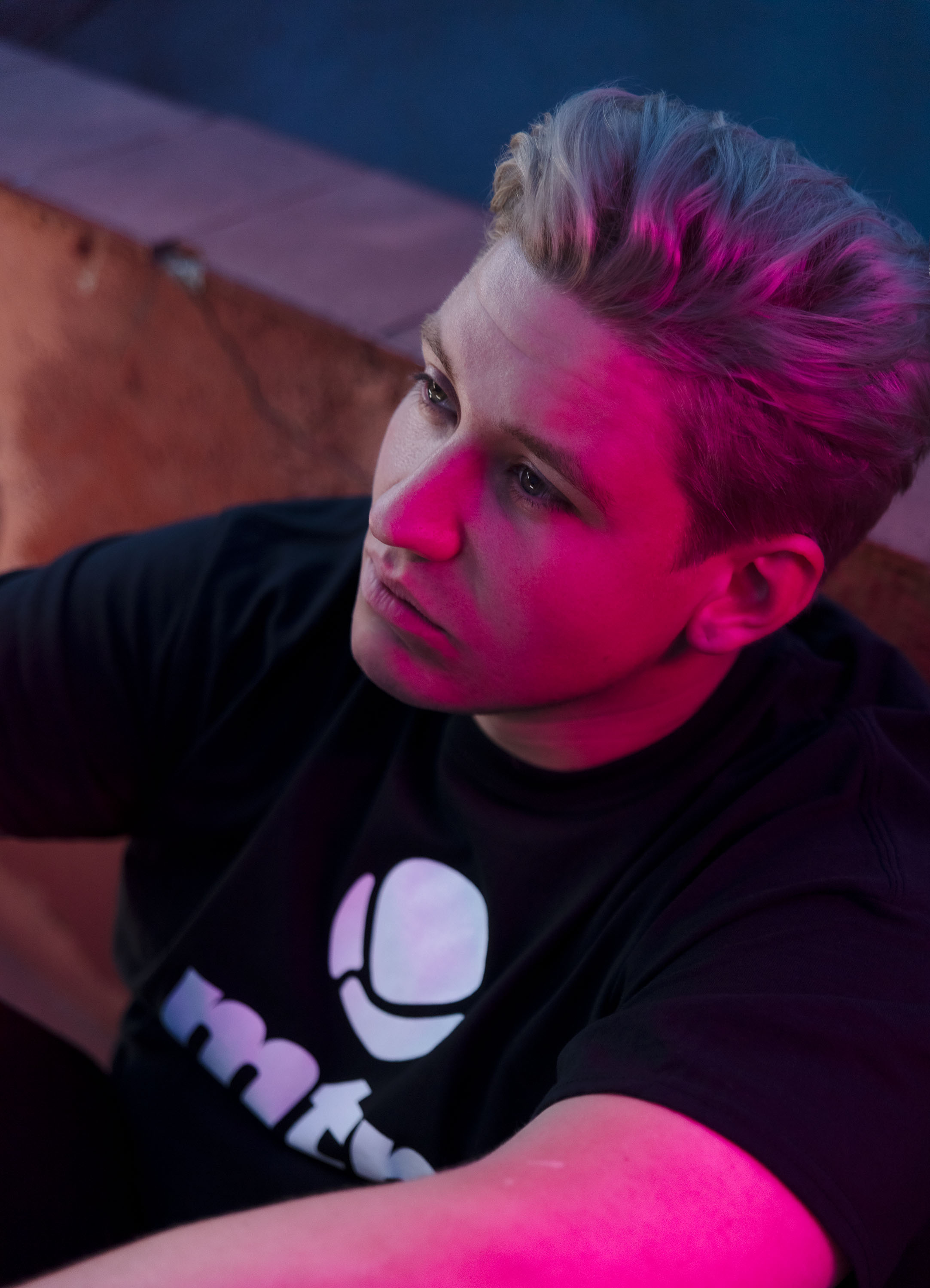
Marius Bear, 2020

Marius Bear ist gelernter Baumaschinenmechaniker, spielt Gitarre und studierte 2017 für ein Jahr das Fach Music Production in London am British and Irish Modern Music Institute (BIMM). Am 18. August 2020 trat er in der RTL-Show «I Can See Your Voice» auf und am 9. Januar 2021 war er der Showact bei SRF 1 in der Sendung «1 gegen 100 – Der grosse Jahresausblick». Er vertrat die Schweiz beim Eurovision Song Contest 2022 in Turin mit dem Lied Boys Do Cry und erreichte dabei den 17. Platz. Im Frühjahr 2024 nahm er an der fünften Staffel von Sing meinen Song – Das Schweizer Tauschkonzert teil.

## Diskografie

### Alben
- 2018: Sanity
- 2019: Not Loud Enough
- 2022: Boys Do Cry

### Singles
- 2017: I’m a Man
- 2018: Sanity
- 2018: Remember Me
- 2019: My Crown
- 2019: Streets
- 2019: Blood of My Heartbeat
- 2019: Come What May
- 2019: Not Loud Enough
- 2020: Now or Never
- 2020: I Wanna Dance with Somebody (Who Loves Me)
- 2020: High Notes
- 2021: Heart on Your Doorstep
- 2021: Waiting on the World to Change (mit Pat Burgener)
- 2021: Roses
- 2021: Evergreen
- 2022: Boys Do Cry
- 2022: Waiting For Love
- 2022: Again (Stress feat. Marius Bear)
- 2023: Mond (mit Andryy)
- 2023: Chinder Si (mit L Loko und Drini)
- 2023: I Fahre Hai Für d‘Wiehnacht
- 2024: Kiss Me In The Morning
- 2025: Forever
- 2025: When We Get There We'll Know

## Auszeichnungen

### Erhaltene Auszeichnungen
- 2019: Swiss Music Awards – Kategorie: Best Talent[8]
- 2023: Swiss Music Awards – Kategorie: Best Breaking Act[9]